# Digital Comic Museum
Digital Comic Museum é um biblioteca digital de revistas em quadrinhos em domínio público, lançada em 2010.

## Descrição
O site  hospeda revistas em quadrinhos em domínio público digitalizadas nos formatos .cbr e .cbz (formatos lidos pelo programa CDisplay) e requer registro, para esclarecer os usuários, possui uma FAQ e um fórum de discussão.

## Questões de direitos autorais
O site hospeda revistas que não possuem mais copyright (direito de cópia) nos países de língua inglesa, baseados na legislação baseada na common law: Estados Unidos, Canadá e Austrália. A maior parte das revistas são das décadas de 1930 e 1950, período conhecido como Era de Ouro das histórias em quadrinhos, no site também podem ser encontradas as tiras de jornal de Little Nemo, criação de Winsor McCay, as tiras entraram domínio público em 2005, 70 anos, após sua primeira publicação, como previa a lei dos Estados Unidos, entretanto empresas como a Walt Disney Company, conseguiram que o Congresso americano aprovasse uma lei que permitiu a renovação de copyright do Mickey Mouse, que entraria em domínio público em 1998, outro caso foi o de Tarzan, criação de Edgar Rice Burroughs publicado pela primeira vez em 1914, embora, o personagem tenha se tornado de domínio público, os herdeiros de Burroughs ainda detêm direitos sobre a marcas registradas relacionadas com o personagem.

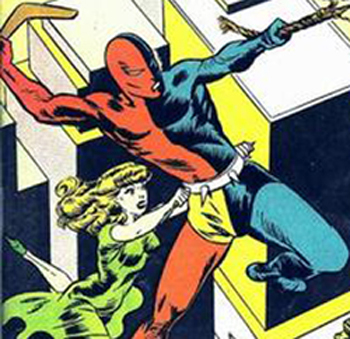
O Daredevil da Era de Ouro

O marco zero da Era de Ouro foi o lançamento da revista Action Comics #1 publicada em 1938 pela National Publications (atual DC Comics), a revista trazia primeira aparição do Superman, criação de Jerry Siegel e Joe Shuster, com o sucesso do personagem, surgem várias editoras de histórias em quadrinhos, por elas foram lançadas não apenas histórias de super-heróis, como também de detetives, caubóis e outros gêneros. Em 1954, o psicólogo alemão, naturalizado americano, Fredric Wertham lança o livro Seduction of the Innocent, no livro, Wertham culpas as revistas em quadrinhos pela delinquência juvenil, pressionadas as editoras americanas criaram o Comics Code Authority, um código de auto-censura, afim de afastar a perseguição aos quadrinhos, com isso das revista caíram e muitas editoras acabaram sendo encerradas. Com isso, as revistas não tiveram seus copyrights renovados após 28 anos, muitos dos personagens criados nesse período estão sendo reutilizados em minisséries ou mesmo tendo suas edições compiladas no formato de livros. Alguns personagens mesmo estando em domínio público não podem usar seus nomes originais, como é caso do Daredevil criado por Jack Binder e Jack Cole para Lev Gleason, como o personagem entrou em domínio público, a Marvel Comics lançou em 1964, um novo herói chamado Daredevil (Demolidor no Brasil), além disso, a editora pode explorar o nome e a marca registrada Daredevil.

## Algumas das editoras com revistas hospedadas na biblioteca
- Charlton Comics
- Fiction House
- Fox Feature Syndicate
- I. W. Publishing / Super Comics
- Lev Gleason Comics / Comics House Publications